# Объедков, Василий Васильевич
Василий Васильевич Объедков (Пустой шаблон {{ВД-Преамбула}} ) — директор племсовхоза «Куюк» Южно-Казахстанской (Чимкентской) области, лауреат Государственной премии СССР 1970 года. Член КПСС с 1946 года.

## Биография
С 1929 года работал пастухом, затем в полеводческой бригаде колхоза.
В 1938 году окончил Капланбекский зооветтехникум, после чего работал в совхозах Казахской ССР зоотехником.
С 1956 года директор племсовхоза «Куюк» Ленинского района Южно-Казахстанской (с 1962 г. Чимкентской) области. Уже в 1957 г.его совхоз стал рентабельным, а в 1960 г. получил 2700 тыс. руб. прибыли (дореформенными деньгами). В 1961 году «Куюк» от продажи тонкорунной шерсти получил 624 тыс. руб. прибыли — по 14 руб. 60 коп. на каждую тонкорунную овцу. В 1963 году прибыль от тонкорунного овцеводства составила 779 тыс. руб.
За 1962—1964 гг. себестоимость центнера мяса овец составила 41-46 руб.
В 1969 году насчитывалось свыше 50 тыс. мериносовых овец, средний настриг с каждой − 4,5—4,8 кг. За предшествующие 6—7 лет в совхозе сохранено к отбивке в среднем по 100—110 ягнят на 100 овцематок.
Государственная премия СССР 1970 года (в составе коллектива) — за выведение новой породы тонкорунных овец «Южноказахстанский меринос» и экономическую эффективность внедрения её в производство Чимкентской, Джамбульской и Кзыл-Ордынской областей Казахской ССР.
Награждён орденами и медалями.